# Mary P. Burrill
Mary P. Burrill (agost de 1881 a Washington DC - 13 de març de 1946) fou una dramaturga i professora afroamericana estatunidenca del Renaixement de Harlem que va inspirar a Willis Richardson i altres estudiants a escriure obres de teatre. Burrill va escriure obres sobre l'experiència negra, les seves activitats culturals i l'elit negra. Ella escriu sobre figures centrals de la societat negra preeminent de Washington DC i altres llocs que van contribuir a l'educació de les dones negres a principis del segle xx.

## Vida
Mary Powell Burrill va néixer a l'agost de 1881 a Washington DC. Era filla de John H. i Clara I. Burrill. El 1901, es va graduar en la Dunbar High School de Washington DC. Quan la seva família es va mudar a Boston, va assistir al Emerson College of Oratory (més tard al Emerson College), on es va diplomar el 1904.
El 1919 va publicar duess de les seves obres més conegudes. They That Sit in Darkness a Birth Control Review de Margaret Sanger, una publicació mensual que advocava pels drets reproductius de les dones. L'altra obra, Aftermath, a Liberator, editada pel socialista Max Eastman. Burrill entenia les seves obres de teatre com a actes deliberats de protesta política que advocaven per postures radicals sobre temes de raça i gènere.
Durant molts anys, Burrill fou professora d'anglès, argumentació i drama a la Dunbar High School. A allà va animar a diversos dels seus estudiants a escriure obres de teatre. Willis Richardson fou un dels seus estudiants premiats; aquest més tard es convertiria en el primer dramaturg afroamericà al que Broadway li produís uns obra de teatre. May Miller, autora de Pandora's Box, fou una altra estudiant de Burrill.
Burrill va morir a la ciutat de Nova York el 13 de març de 1946 després que hi anés a viure des que s'havia retirat el 1944. Fou enterrada en el cementiri de Woodlawn a Washington DC

## Obres

### They That Sit in Darkness
La història de They That Sit in Darkness es centra en els efectes de que una mare jove tingui molts fills. Tot i que les parteres li diuen que vigili, la mare va tenint fills, cosa que provoca greus conseqüències. Burrill va acceptar la convenció de la forma d'un sol acte, ja que es va beure de les produccions contemporànies de les obres de Provincetown, que ha estat aclamada com la principal font del drama estatunidenc. Sandra L. West, de la Virgínia Commonwealth University va descriure que l'obra era controvertida ja que defensava el control de la natalitat com un mitjà per escapar de la pobresa molt abans que les dones obtinguessin els drets reproductius.

### Aftermath
L'obra Aftermath se situa en una zona rural de Carolina del Sud i tracta sobre un soldat que descobreix que el seu pare fou linxat després de tornar de lluitar a l'estranger. Fou presentada a Nova York al 1928. A Aftermath (1919), Mary Burrill presenta al personatge John com un exemple de l'home negre assertiu que s'enfronta a l'opressió racial de manera desinteressada i sense por.